# Pseudohaje
Pseudohaje (лісова кобра) — рід отруйних змій родини аспідових (Elapidae). Представники цього роду мешкають в Західній і Центральній Африці.

## Види
Рід Pseudohaje нараховує 2 види:
- Pseudohaje goldii (Boulenger, 1895)
- Pseudohaje nigra Günther, 1858

## Етимологія
Наукова назва роду Pseudohaje походить від сполучення слів дав.-гр. ψευδος — отрута і видової назви Naja haje Linnaeus, 1758.